# جان فارو
جان فارو (انگلیسی: John Farrow؛ ۱۰ فوریهٔ ۱۹۰۴ – ۲۷ ژانویهٔ ۱۹۶۳) کارگردان، تهیه‌کننده و فیلم‌نامه‌نویس اهل استرالیا بوده‌است. او در سال ۱۹۵۷ برای فیلمنامهٔ فیلم دور دنیا در هشتاد روز اسکار دریافت کرده‌است.